# Świerzna
Świerzna est une localité polonaise de la gmina et du powiat d'Oleśnica en voïvodie de Basse-Silésie.